# El maestro (película de 1957)
El maestro es una coproducción hispano-italiana de drama estrenada en 1957, dirigida, escrita e interpretada por Aldo Fabrizi, en la que fue su última película como director. Fue rodada íntegramente en España en doble versión. La española, sustancialmente idéntica, fue dirigida por Eduardo Manzanos Brochero.
El guion de la película está basado en la novela corta "Dabar" de Luis Lucas Ojeda.
La película fue candidata a conseguir el León de Oro del Festival de Cine de Venecia. Además, en España obtuvo el Premio Especial al Actor Extranjero en Película Española (Aldo Fabrizi) y Mejor Argumento Original (Luis Lucas y José Gallardo), otorgados por el Círculo de Escritores Cinematográficos.

## Sinopsis
Don Juan, maestro de una aldea gallega y pintor, solicita el traslado a la capital. Su objetivo es asegurar un futuro mejor para su único hijo Antonio que continúa sus estudios en la misma aula en que su padre ha sido destinado. El profesor tiene una gran pasión por la pintura y su hijo también está muy involucrado en el campo artístico.
Ya en la ciudad, Antonio de ocho años de edad, fallece atropellado por un coche al salir de su casa. A partir de ese instante todas las aspiraciones y proyectos (entre ellos, la creación de una gran escuela de pintura) del maestro se hunden. Pero un día aparece en su clase un niño nuevo que se sienta en el pupitre de su hijo y poco a poco ocupará el vacío que dejó.

## Reparto
- Aldo Fabrizi como Juan Merino
- Alfredo Mayo como Director
- Mary Lamar como Profesora
- Félix Fernández como Portero
- Julio Sanjuán como Doctor
- José Calvo como Chófer
- Marco Paoletti como Gabriel
- Mercedes Barranco
- Julia Caba Alba

## Localizaciones
El escenario principal de esta película es el colegio Jaime Vera, en la calle Bravo Murillo, 162, en el distrito de Tetuán (Madrid).